# Федър (философ)
Федър (на старогръцки: Φαῖδρος) е гръцки епикурейски философ, ръководител на епикурейското училище в Атина след смъртта на Зенон Сидонски (около 75 година пр.н.е.) до смъртта си през 70 или 69 година пр.н.е.
Роден е през 138 г. пр. н.е. Известно време е бежанец в Рим по време на превземането на Атина, преподава епикурейство на младия Цицерон, който по-късно, при престоя си в Атина (80 г. пр.н.е.) възобновява познанството си. По това време Федър е възрастен мъж, доминираща фигура в епикурейското училище. Той също има като ученици Велей (Velleius), когото Цицерон представя като защитник на епикурейските възгледи в „За природата на боговете“ (De Natura Deorum), и особено Атик, който остава верен на епикурейството през целия си живот. Цицерон хвали особено приятните му маниери и елегантността на речта му. Има син на име Лисиадас.
Цицерон пише на Атик с молба да получи есето на Федър „За боговете“ (Περὶ ϑεῶν), което използва при съставянето на първата книга от De Natura Deorum. На тази основа той разработва не само своя анализ на епикурейската доктрина, но и анализа на по-старите философи.